# 大浦橋
大浦橋（おおうらばし）は、山形県北村山郡大石田町にある最上川に架かる橋。

## 概要
山形県道123号荻袋大浦線が通る。大志田町の大浦地区と駒籠地区を結んでいる。

## 歴史
橋の完成まで
大浦橋が完成するまで、大浦、駒籠両集落の移動手段は渡し舟であった。その後、1967年に小学校へ通う児童などへの配慮のために大石田町が鉄製の吊り橋を設置した。車は通行できなかったが、耕運機などは通行することが可能であった。
大浦橋の完成
1982年9月、山形県により大浦橋が設置された。歩道も設けられている。